# Rethwisch (Steinburg)
Rethwisch è un comune tedesco del circondario di Steinburg, nella regione dello Schleswig-Holstein. Ha circa  575 abitanti.